# Saçak, Çerkeş
Saçak là một thị trấn thuộc huyện Çerkeş, tỉnh Çankırı, Thổ Nhĩ Kỳ. Dân số thời điểm năm 2010 là 2.033 người.